# Michael Rogers (Radsportler)

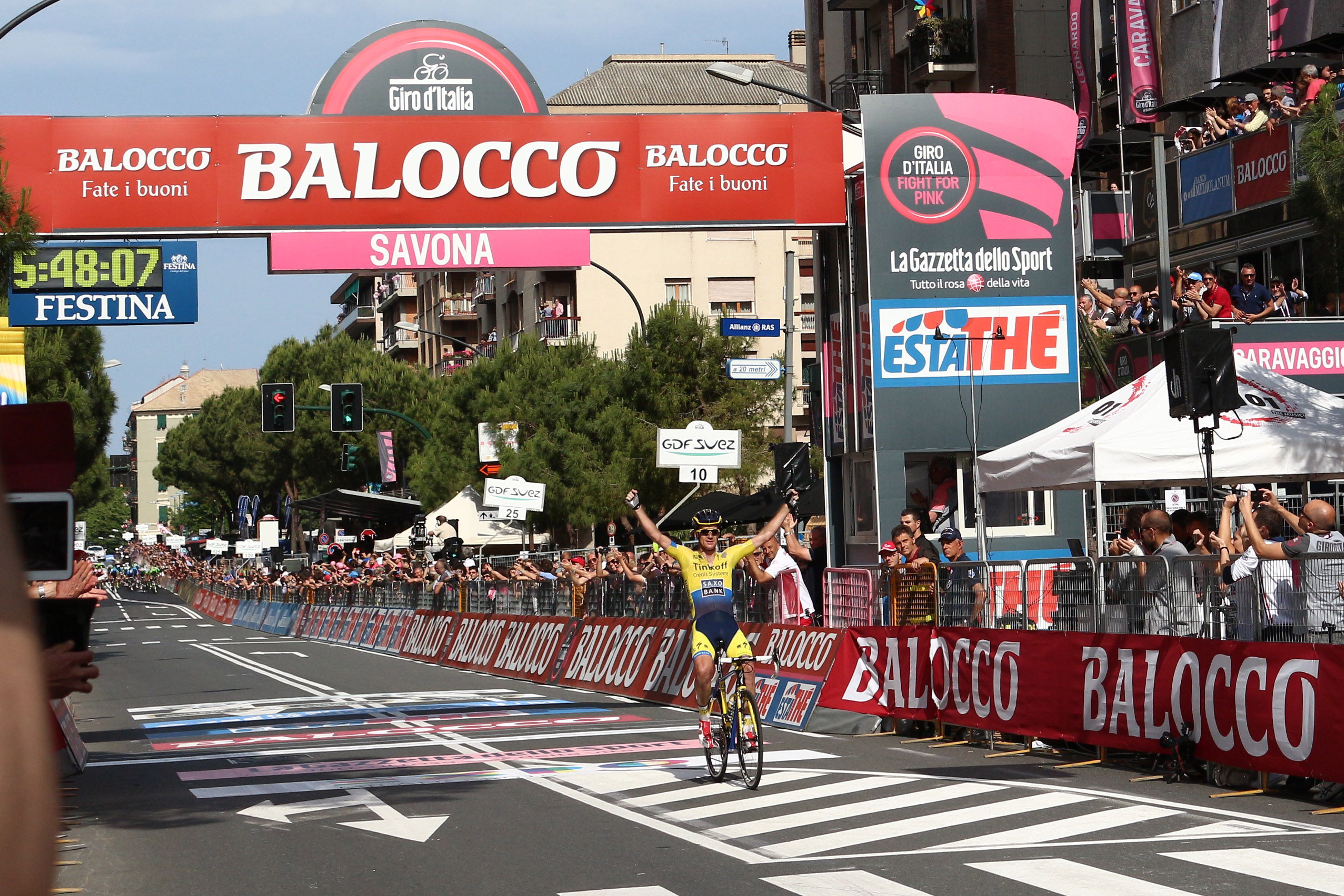
Michael Rogers beim Gewinn der 11. Etappe des Giro d’Italia 2014.

Michael Rogers (* 20. Dezember 1979 in Barham) ist ein ehemaliger australischer Radrennfahrer.

## Werdegang
Michael Rogers stammt aus einer Familie, die keine Verbindung zum Radsport hatte. Seine Passion für den Radsport begann im Alter von sieben Jahren, als Verwandte aus den Niederlanden ihm und seinem Bruder Videoaufzeichnungen von Paris–Roubaix, der Flandern-Rundfahrt und der Tour de France schickten. Nach eigener Aussage verbrachte er damals viele Stunden zu Hause vor dem Fernseher, um sich diese Filmberichte anzuschauen, und er träumte davon, ein Profi-Radrennfahrer zu werden. 1996 wurde er australischer Junioren-Meister im Straßenrennen und im Jahr darauf zweifacher Junioren-Weltmeister auf der Bahn, im Punktefahren und in der Mannschaftsverfolgung (mit Graeme Brown, Scott Davis und Brett Lancaster). Bei den Commonwealth Games 1998 in Adelaide errang er zwei Goldmedaillen, im Scratch und in der Mannschaftsverfolgung (mit Bradley McGee, Brett Lancaster, Luke Roberts und Timothy Lyons). Im selben Jahr wurde er australischer Meister in der Einerverfolgung.
1999 wurde Rogers Vize-Weltmeister der U23 im Einzelzeitfahren und im Jahr darauf WM-Dritter in derselben Disziplin.
2001 erhielt Michael Rogers beim Team Mapei-Quickstep seinen ersten Vertrag. Sein Durchbruch gelang ihm 2003, als er im Frühjahr nacheinander die Route du Sud, die Deutschland Tour und die Belgien-Rundfahrt für sich entscheiden konnte und im Herbst bei der Zeitfahrweltmeisterschaften im kanadischen Hamilton zunächst den zweiten Platz hinter David Millar errang. Durch das spätere Doping-Geständnis des Schotten errang Rogers nachträglich sogar Gold.
Im Jahr 2004 konnte Rogers seinen Weltmeistertitel im Zeitfahren verteidigen und gewann in Verona diesmal mit klarem Vorsprung auf der Strecke vor dem Deutschen Michael Rich. Zuvor hatte er beim olympischen Zeitfahren von Athen den vierten Platz belegt, erhielt jedoch 2012 nachträglich die Bronzemedaille, da dem Olympiasieger Tyler Hamilton die Goldmedaille wegen Dopings aberkannt wurde.
2005 wurde Rogers Zweiter der Tour de Suisse. Erst auf der letzten Etappe wurde er vom Spanier Aitor González Jiménez an der Spitze des Klassements abgelöst; der Rückstand betrug am Ende lediglich 22 Sekunden. Kritiker meinten allerdings, dass er seine Topform in diesem Jahr zu früh erreicht hatte, denn bei der anschließenden Tour-de-France-Teilnahme kam Rogers nicht über einen Mittelfeldplatz hinaus. Bei den Straßenweltmeisterschaften 2005 in Madrid gewann er zum dritten Mal in Folge den Titel im Einzelzeitfahren.
Zur Saison 2006 wechselte Rogers zum deutschen T-Mobile Team (später Team High Road bzw. Team Colombia) nach dem Ausscheiden von Jan Ullrich 2006 infolge des Dopingskandals Team Telekom und dem Weggang von Andreas Klöden 2007 neuer Rundfahrtenkapitän. Bei der Tour de France 2006 platzierte er sich erstmals mit Platz 9 unter den ersten Zehn einer „Grand Tour“. Bei der Tour de France 2007 jedoch musste er auf der 8. Etappe das Rennen nach einem schweren Sturz, bei dem er sich eine Schultereckgelenkssprengung zuzog, aufgeben. Anfang 2008 erkrankte Rogers an Pfeifferschem Drüsenfieber, und nahm nicht an der Tour de France 2008 teil. Im darauffolgenden Jahr gelang Rogers mit Rang 7 beim Giro d’Italia 2009 seine bis dahin beste Platzierung bei einer dreiwöchigen Rundfahrt. Im Jahr 2010 gewann Rogers u. a. die Kalifornien-Rundfahrt.
Im Jahr 2012 wechselte er zum Team Sky und war einer der Helfer von Bradley Wiggins und Chris Froome bei deren Tour-de-France-Siegen 2012 und 2013. Im darauffolgenden Jahr wurde er Teamkollege des zweifachen Toursiegers Alberto Contador beim Team Saxo-Tinkoff.
Nach seinem Sieg beim Japan Cup wurde Rogers am 20. Oktober 2013 positiv auf Clenbuterol getestet und deshalb durch die den Weltradsportverband UCI am 18. Dezember 2013 vorläufig suspendiert. Am 23. April 2014 gab die UCI bekannt, dass sie nach Absprache mit der Weltantidopingagentur WADA die Disqualifikation des Sieges beim Japan-Cup aufrechterhalte, von weiteren Sanktionen aber absehe. Rogers habe im Verfahren eine signifikante Möglichkeit aufgezeigt, dass der positive Befund von verunreinigtem Fleisch herrühre. Rogers erster Start danach war Lüttich–Bastogne–Lüttich. Anschließend nahm er am Giro d’Italia teil, wo er zwei Etappen für sich entschied, unter anderem die Königsetappe auf dem Monte Zoncolan. Nach dem verletzungsbedingten Ausfall von Alberto Contador bei der Tour de France konnte Rogers auch hier auf eigene Rechnung fahren und gewann die bergige 16. Etappe in den Pyrenäen. 2015 war Rogers beim Giro d’Italia und bei der Tour de France im Einsatz, um Alberto Contador zu helfen. Zudem wurde er Siebter in der Gesamtwertung bei der Eneco Tour 2015.
Im Rahmen einer Routineuntersuchung im Dezember 2015 wurde bei Rogers die Verschlimmerung eines angeborenen Herzfehlers festgestellt, so dass weitere Renneinsätze zunächst unsicher waren. Am 25. April 2016 erklärte er seinen sofortigen Rücktritt vom Leistungsradsport aufgrund andauernder Herzrhythmusstörungen, nachdem er noch gehofft hatte, in seiner letzten aktiven Saison zum 13. Mal an der Tour de France und zum fünften Mal an den Olympischen Spielen teilnehmen zu können. Als letztes Rennen bestritt er die Dubai Tour im Februar 2016. 2003 wurde er Radsportler des Jahres in Australien.
Nach seiner Zeit als Aktiver war Rogers im Jahr 2020 zunächst beim UCI WorldTeam NTT Pro Cycling als Betreuer für den Bereich Zeitfahren tätig und wechselte zum Jahr 2021 als „Innovations-Manager“ zur Union Cycliste Internationale.

## Erfolge
2002
- Gesamtwertung Tour Down Under

2003
- Gesamtwertung Belgien-Rundfahrt
- Gesamtwertung Deutschland Tour
- Gesamtwertung Route du Sud
- Weltmeister – Einzelzeitfahren

2004
- Weltmeister – Einzelzeitfahren

2005
- Weltmeister – Einzelzeitfahren

2006
- eine Etappe Regio Tour

2009
- Australischer Meister – Einzelzeitfahren
- Mannschaftszeitfahren Giro d’Italia

2010
- Gesamtwertung Andalusien-Rundfahrt
- Gesamtwertung Kalifornien-Rundfahrt

2012
- Gesamtwertung und zwei Etappen Bayern-Rundfahrt

2013
- Japan Cup

2014
- zwei Etappen Giro d’Italia
- eine Etappe Tour de France

## Grand-Tour-Platzierungen
| Grand Tour            | 2003 | 2004 | 2005 | 2006 | 2007 | 2008 | 2009 | 2010 | 2011 | 2012 | 2013 | 2014 | 2015 |
| --------------------- | ---- | ---- | ---- | ---- | ---- | ---- | ---- | ---- | ---- | ---- | ---- | ---- | ---- |
| Giro d’ItaliaGiro     | –    | –    | –    | DNF  | –    | –    | 6    | –    | –    | –    | –    | –    | 18   |
| Tour de FranceTour    | 42   | 22   | 41   | 9    | DNF  | –    | 103  | 37   | –    | 23   | 16   | 26   | 36   |
| Vuelta a EspañaVuelta | –    | –    | –    | –    | –    | –    | –    | –    | –    | –    | –    | –    | –    |